# Domingo Pérez
Domingo Salvador Pérez (født 17. juni 1936 i Paysandú, død 16. august 2024) var en uruguayansk fodboldspiller (angriber).
Pérez spillede 29 kampe og scorede seks mål for det uruguayanske landshold. Han var en del af landets trup til både VM 1962 i Chile og til VM 1966 i England. På klubplan spillede han blandt andet for Montevideo-storklubben Nacional og for River Plate i Argentina.